# Diversidad sexual en Turquía
Las poblaciones LGBT en Turquía se enfrentan a desafíos legales y sociales no experimentados por otros residentes. Las relaciones sexuales entre personas del mismo sexo fueron legales desde los tiempos del Imperio Otomano (estado predecesor de la República de Turquía) en 1858 y se han mantenido despenalizadas desde la creación de la Turquía moderna en 1923. Adicionalmente, las personas LGBTI han tenido derecho a asilo en Turquía desde 1951 según la convención de Ginebra. Sin embargo las parejas del mismo sexo no poseen la misma protección por parte del Estado. A pesar de que varias leyes relativas a la protección contra la discriminación respecto de la orientación sexual o la identidad de género han sido debatidas en el Parlamento, aún no se ha establecido ninguna legislación. En general, la opinión pública es muy conservadora y muchas personas LGBTI han sufrido discriminación, acoso e incluso violencia.

## Organizaciones LGBTI

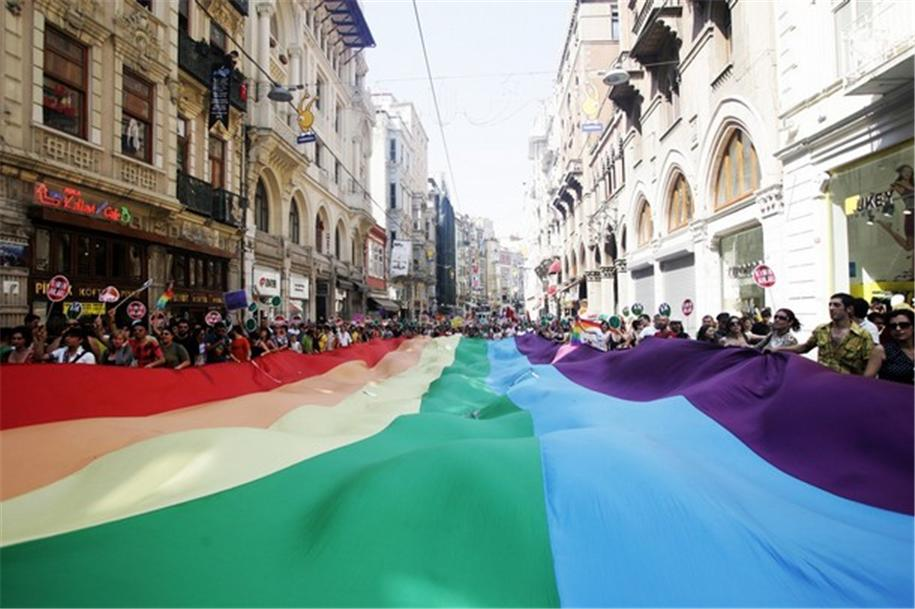
Activistas contra las políticas del gobierno turco en la Avenida Istiklal en Estambul.

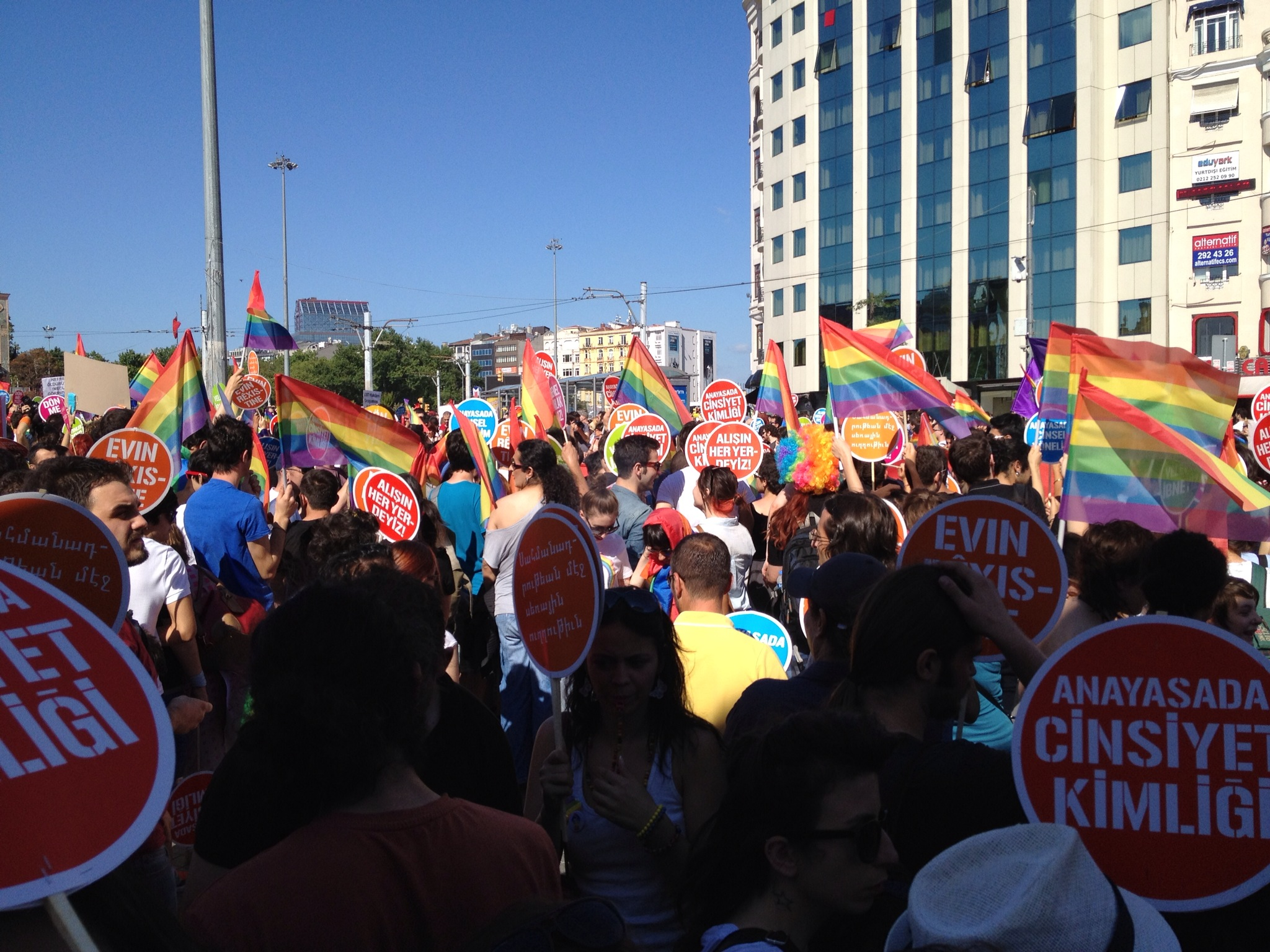
Marcha del Orgullo LGBT de Estambul de 2012.

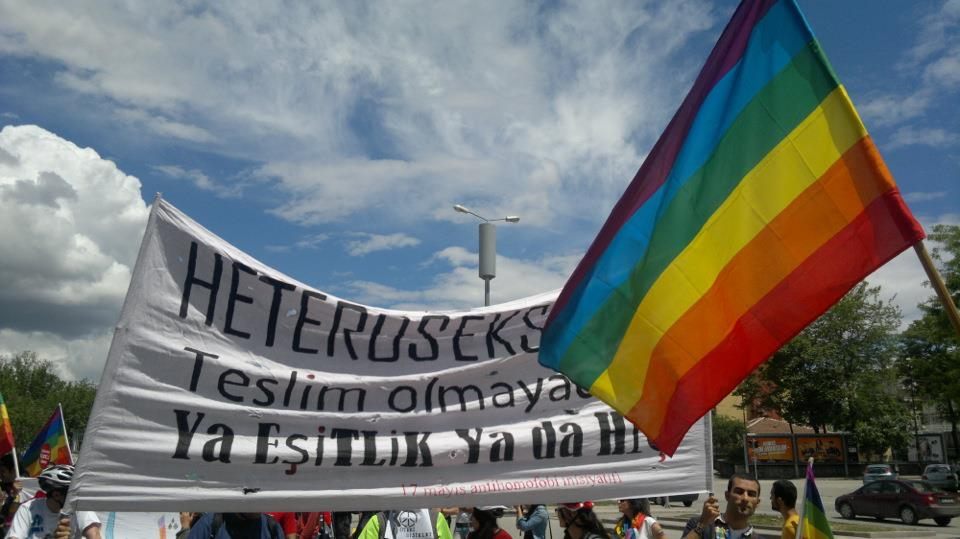
Marcha del Orgullo en Kızılay, Ankara.

La mayor comunidad LGBT en defensa de los derechos civiles es KAOS GL, fundada en 1994 en Ankara. Lambdaistambul se estableció en 1993 en Estambul como miembro de ILGA Europa y disuelta en 2008. Las autoridades argumentaron que sus actividades se encontraban "en contra de la ley y la moral". Esta decisión fue ampliamente criticada por el Observatorio de Derechos Humanos y fue revocada por la Corte Suprema de Justicia en febrero de 2009.
A principios de los años 90, las proposiciones de las organizaciones para cooperar fueron rechazadas por la Comisión de Derechos Humanos del gobierno. En abril de 1997, miembros de Lambda Istambul fueron invitados al congreso sobre SIDA, siendo la primera representación de una organización gay a nivel gubernamental. Nuevas organizaciones empezaron a ser formadas durante la década de los años 2000 fuera de las grandes ciudades, como es el caso de la Pink Life LGBT Association de Ankara, el Rainbow Group en Antalya o la Piramid LGBT Diyarbakir Initiative en Diyarbakir.
En 1996 otra organización LGBT (Legato, Lesbian and Gay Inter-University Organization) fue establecida como organización de estudiantes universitarios, profesionales y académicos con su primera oficina en la Universidad Técnica de Medio Oriente en Ankara. La asociación continuó su crecimiento y se abrieron otras sedes en diferentes ciudades en todo el país, reportándose más de 2000 miembros. En marzo de 2007, estudiantes crearon por la primera vez un club estudiantil, el Gökkuşağı (en español: arcoíris), admitido oficialmente por la Universidad Bilgi de Estambul.
La primera marcha del Orgullo LGBTI en la historia del país se llevó a cabo en junio de 2003. Fue organizada por LambdaIstanbul y llevada a cabo en la Avenida Istiklal. En julio de 2005, KAOS GL consiguió reconocimiento legal ante el Ministerio de Asuntos Internos, convirtiéndose en la primera organización LGBT con estatus legal. Durante septiembre del mismo año, una objeción fue presentada por el gobernador de Ankara para cancelar su estatuto, medida que fue rechazada. En agosto de 2006, la marcha del Orgullo LGBT de Bursa, organizada por el Rainbow Group y autorizada oficialmente, fue anulada debido a las protestas de la sociedad civil.

## Películas
- Güneşi Gördüm (Mahsun Kırmızıgül, 2009)
- Hamam: el baño turco (Ferzan Özpetek,1997)
- Zenne Dancer (Caner Alper y Mehmet Binay, 2012)